# Kő-lik-völgyi 3. sz. üreg
A Kő-lik-völgyi 3. sz. üreg a Duna–Ipoly Nemzeti Parkban található Vértes hegységben, Csákváron lévő egyik barlang.

## Leírás
Csákvár külterületén, fokozottan védett területen, erdőben helyezkedik el a barlang. Csákvár központjától Ny-ra, a Kő-lik-völgy É-i gerincének alján, a Kő-lik-völgyi 1. sz. üregtől É-ra, kb. 30 m-re található. A Kő-lik-völgyi 3. sz. üreg bejárata a Kő-lik-völgyi 1. sz. üreg mellett, vízszintesen haladó ösvényen tovább menve, az a felett lévő nyílt, sziklás gerinctől jobbra, nagyon benőtt, bozótos terepen nyílik. Széles, alacsony bejárata csak nagyon közelről látható meg lombos időszakban. A barlangbejárat 6,3 m széles, 1,3 m magas, természetes jellegű, íves alakú és vízszintes tengelyirányú.
A barlang egyetlen széles, lapos, alacsony sziklaereszből áll. Befoglaló kőzete a Kő-lik-völgyi 1. sz. üregéhez és a Kő-lik-völgyi 2. sz. üregéhez hasonlóan triász dolomitkonglomerátum, mely a barlang mennyezete felett vékony rétegben húzódik. Az üreg kifagyásos kőzetaprózódás miatt jött létre. Jobb oldali falán érintetlen, de szenilis cseppkőkéreg látszik és néhány borsókő is van az üregben. Falaira sok zöldes alga települt. Kitöltése kőzettörmelékből, porból és avarból áll. A barlang időszakos használatára a benne fekvő két palló utal, amit talán padként használnak esőzések idején. Engedély és barlangjáró alapfelszerelés nélkül is megtekinthető a könnyen megközelíthető és könnyen járható barlang.
1979-ben volt először Kő-lik-völgyi 3. sz. üregnek nevezve a barlang az irodalmában. Előfordul a barlang az irodalmában Kőlik-völgyi 3. sz. barlang (Kordos 1984) néven is.

## Kutatástörténet
Az Alba Regia Barlangkutató Csoport által 1979-ben készített kézirat szerint a Kő-lik-völgyi 3. sz. üreg (K3) korábban nem lett az irodalomban említve. A barlang Csákvár szélén (Fejér megye, Bicskei járás) található. Csákvár kéttornyú templomától 286°-ra, kb. 1500 m-re, 225 m tszf. magasságban van a barlang bejárata. A Kő-lik-völgyi 1. sz. üreg és a Kő-lik-völgyi 2. sz. üreg mögött, azoktól kb. 25 m-re, egy bokros kis völgyfőben nyílik. Nehezen vehető észre fedettsége miatt. 7,5 m széles és 1 m magas bejárata a vékony fedőkőzet alatt, kifliszerűen húzódik. A barlang egy alacsony sziklaeresz, amelynek vízszintes az alja. Befoglaló kőzete dolomitkonglomerátum. Kitöltése némi konglomerát málladék, dolomitpor és némi humusz. Repedései mentén intenzív vízcsepegés, szivárgás alakul ki hóolvadáskor, illetve jégcsap is képződik benne. A Kő-lik-völgyi 3. sz. üreg a Kő-lik-völgyi 1. sz. üreghez és a Kő-lik-völgyi 2. sz. üreghez hasonlóan mállás miatt jött létre.
Középső és jobb oldalának belső részén kis fülke keletkezett, ahol szenilis cseppkőbekérgezés található. A cseppkőbekérgezést nedves algafolyás borítja. Sok borsókő is van benne, melyek karfiolszerűek. Az eresszel fedett üregrészek kitöltése vékonynak tűnik, de előtere valószínűleg felásható. Friss tüzelési nyomok fordulnak elő a barlangban. Algatelepekből, zuzmókból, mohákból, füvekből és kövi fodorkából áll növényzete. Megtalálása: a Kő-lik-völgyi 1. sz. üreget jobbról elkerülve kell felkapaszkodni az 1. számú üreg feletti területre, ahonnan már látható a bokros, fás gödörnek tűnő barlang. Megtudja mutatni Szolga Ferenc a kellemes, védett bivakhelyet. A helyi jelentőségű üreg 7,5 m vízszintes kiterjedésű, a bejárati szelvényben a legmagasabb (1,5 m) és legszélesebb részén 3 m-re nyúlik a sziklaeresz alá. A barlangban az Alba Regia Barlangkutató Csoport tagjai 1979. február 11-én jártak. Nem érdemes tovább kutatni az üreget, melyet bejártak, felmértek és lefényképeztek.
A kéziratba bekerült a barlang alaprajz térképe és 2 keresztszelvény térképe. A térképek 1:100 méretarányban ábrázolják a barlangot. Az alaprajz térkép használatához a térképlapon jelölve van az É-i irány. Az alaprajz térképen megfigyelhető a 2 keresztszelvény elhelyezkedése a barlangban. A térképek elkészítéséhez a barlangot Szolga Ferenc, Gönczöl Imréné, Zentai Ferenc és Widermann Tibor mérték fel 1979. február 11-én. A térképeket 1979. február 23-án rajzolta Szolga Ferenc.

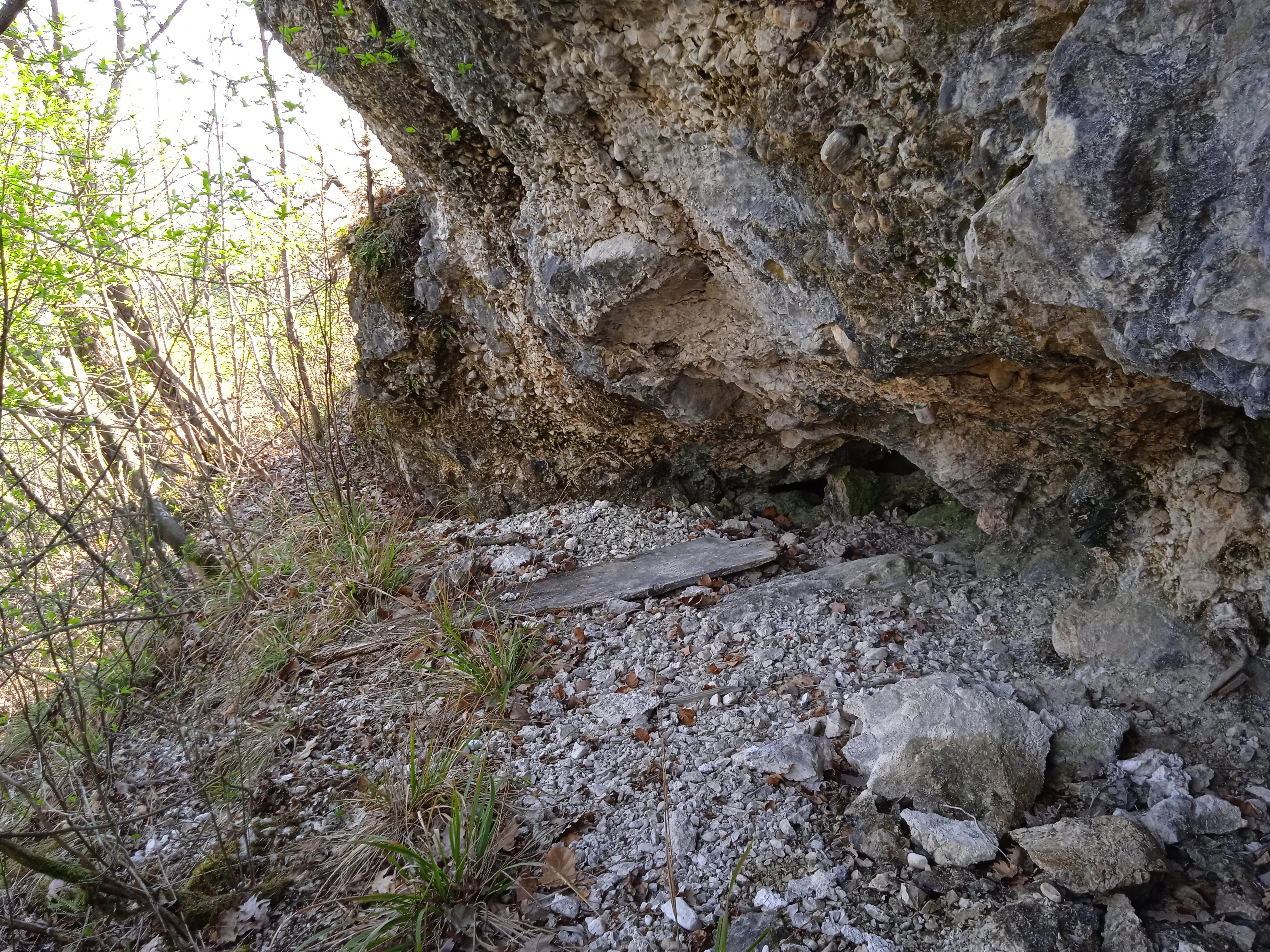
A Kő-lik-völgyi 3. sz. üreg

A kéziratban látható Csákvár nyugati részének térképe (kb. 1:25.000 méretarány). A térképen jelölve van az É-i irány. A térképen megfigyelhető a Kő-lik-völgyi 3. sz. üreg (a térképen: K3) földrajzi elhelyezkedése. A kéziratban van négy olyan fénykép, amelyek szemléltetik a barlangot. Az első fényképen a Kő-lik-völgy látképe látható. A fénykép a csákvári temető Ny-i végén készült. A fényképen jelölve van a Kő-lik-völgyi 3. sz. üreg helye. A második fényképen a barlang bal oldala és az ott lévő jégcsapok, a harmadik fényképen pedig a barlang jobb oldalán lévő algafolyás figyelhető meg. A negyedik fényképen az üreg középső része van megörökítve. A fényképeket Zentai Ferenc készítette.
Az 1984-ben kiadott, Magyarország barlangjai című könyv országos barlanglistájában szerepel a Vértes hegység barlangjai között a barlang Kőlik-völgyi 3. sz. barlang néven. A listához kapcsolódóan látható a Dunazug-hegység barlangjainak földrajzi elhelyezkedését bemutató 1:500 000-es méretarányú térképen a barlang földrajzi elhelyezkedése. A Béni Kornél és Viszló Levente által írt, 1996-ban napvilágot látott könyvben szó van arról, hogy a Csákváron lévő Kő-lik-völgyben 11 barlang van. A Kő-lik mellett, egymáshoz viszonylag közel sok további üreg helyezkedik el. Ezek az üregek dolomitkonglomerátumban és dolomitbreccsában jöttek létre. A Balogh-völgyi 1. sz. odú és a Balogh-völgyi 2. sz. odú minden tekintetben hasonló a Kő-lik-völgy barlangjaihoz. A Fáni-völgyben megfigyelhető sok barlang miatt a Fáni-völgy a Kő-lik-völgyhöz hasonló. Ugyanolyan dolomitbreccsa a felépítő kőzet is. A Fáni-völgyben lévő barlangok kialakulásának esetében is a fagyaprózódásos kimállás játszotta a főszerepet.

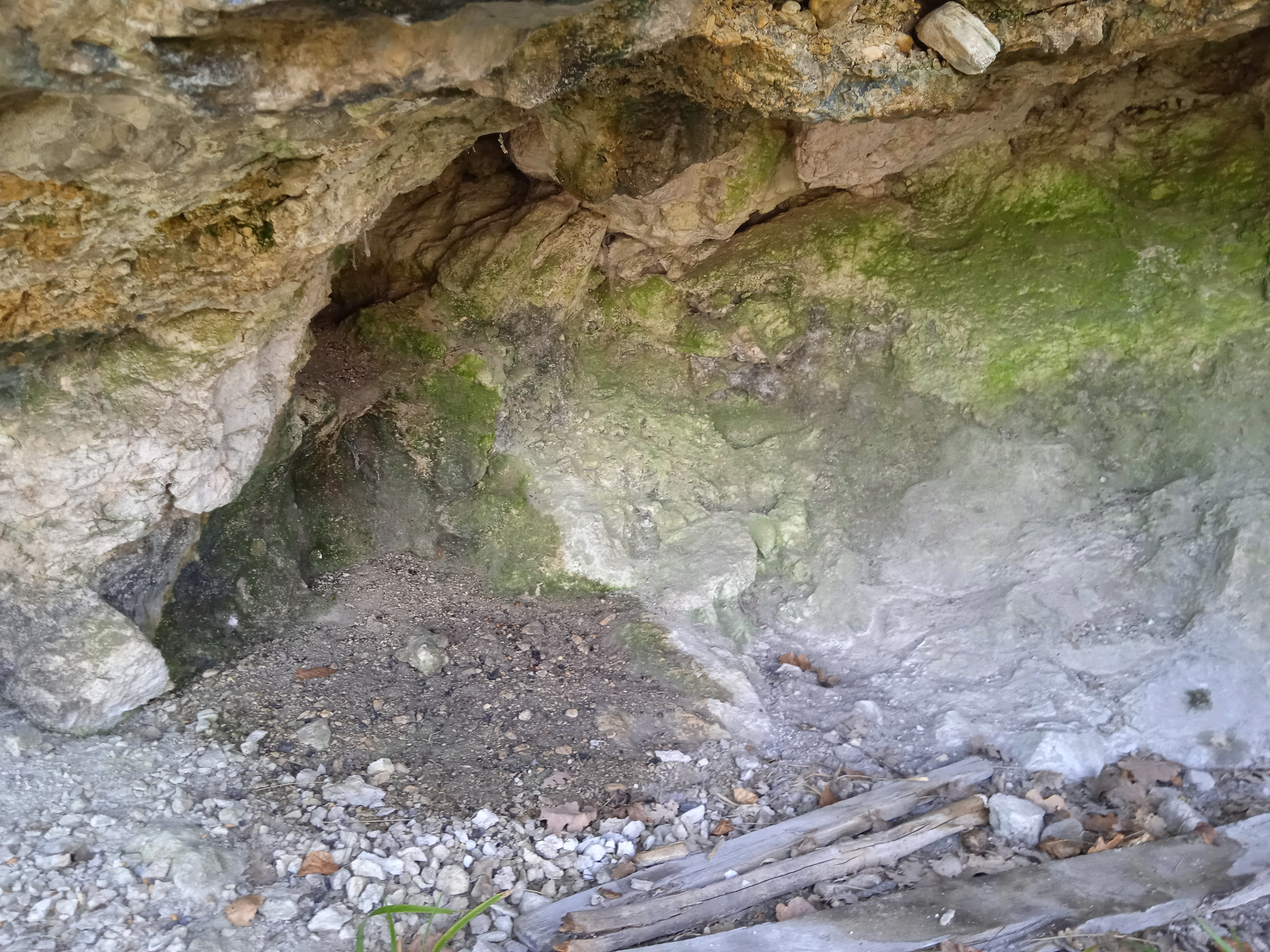
A Kő-lik-völgyi 3. sz. üreg belseje

A barlang 2003. május 2-án, BTI kataszteri felvétel alapján készült nyilvántartólapja szerint a 4521-31 barlangkataszteri számú Kő-lik-völgyi 3. sz. üreg a Vértes hegységben lévő Csákváron (Fejér megye) található. Az üreg bejáratának koordinátái (Trimble Geoexplorer 3): X: 604447, Y: 228195, Z: 236. Hegyoldalon lévő sziklakibúvásban, erdőben van a barlang 6,3 m széles, 1,3 m magas, természetes jellegű, íves alakú és vízszintes tengelyirányú bejárata. A részletesen felmért barlang 3 m hosszú, 1,2 m függőleges kiterjedésű, 1,2 m magas, 0 m mély és 7 m vízszintes kiterjedésű. Triász dolomitban, konglomerátumban húzódik az üreg. A barlang kialakulását előkészítette a tektonika. Az üreg kifagyásos kőzetaprózódás miatt jött létre. A sziklaeresz térformájú barlang aljzata vízszintes, és jellemző szelvénytípusa a szabálytalan.
Az üregben cseppkőbekérgezés és borsókő figyelhető meg. Szervetlen, helyben keletkezett törmelékkitöltése kőzettörmelékből áll. Avar, alga, pók és rovar fordul elő benne. Tematikus feldolgozás: irodalom, térkép, fénykép, leírás. 1979-ben lett először említve a barlang az irodalomban (Alba Regia Barlangkutató Csoport kataszteri felvétel). Ekkor a csoport elkészítette a barlang térképét és részletes leírását. A gyakorlatilag érintetlen barlang gyakorlatilag érintetlen aljzatú és ásványkiválásai gyakorlatilag érintetlenek. A könnyű sétával megközelíthető, könnyen járható barlang megtekintéséhez nem szükséges engedély. Illetékes természetvédelmi hatóság: Duna–Ipoly Nemzeti Park Igazgatóság. A barlang felszínének védettsége: Vértesi Tájvédelmi Körzet (19/1976. OTvH határozat). Az 1979-ben készült barlangleíráshoz viszonyítva a barlang állapota nem változott, de jelenleg nincs benne friss tűzrakásnak nyoma. Egri Csabáék ottjártakor a főtén található egyik kis üregben egy madár költött éppen. A barlang mostani állapotát semmi nem fenyegeti, mert a barlang egészen eldugott helyen fekszik.